# Giovanni Canestri
Giovanni Canestri (ur. 30 września 1918 w Castelspina, zm. 29 kwietnia 2015 w Rzymie) – włoski duchowny katolicki, arcybiskup Cagliari i Genui, kardynał.
Studiował w niższym seminarium w Alessandrii oraz na uczelniach rzymskich - w Seminarium Papieskim, na Papieskim Uniwersytecie Laterańskim (obronił doktorat z prawa kanonicznego) i na uniwersytecie państwowym (obronił doktorat prawa). 12 kwietnia 1941 w Rzymie przyjął święcenia kapłańskie. W czasie studiów doktoranckich prowadził w Rzymie działalność duszpasterską, w latach 1959–1961 był dyrektorem duchowym Seminarium Papieskiego, inspektorem kleru rzymskiego oraz wykładowcą kilku uczelni.
8 lipca 1961 został mianowany biskupem pomocniczym kardynała-wikariusza Rzymu; otrzymał stolicę tytularną Tenedo, a sakry udzielił mu 30 lipca 1961 kardynał Luigi Traglia. W styczniu 1971 Canestri przeszedł na stolicę biskupią Tortona. Od lutego 1975 był arcybiskupem tytularnym Monterano oraz wiceregentem Rzymu. W latach 1984–1987 pełnił funkcję arcybiskupa Cagliari, a 1987-1995 stał na czele archidiecezji genueńskiej.
28 czerwca 1988 Jan Paweł II mianował go kardynałem, nadając tytuł prezbitera S. Andrea della Valle. Ze względu na osiągnięcie wieku emerytalnego Canestri zrezygnował z rządów archidiecezją w kwietniu 1995, a we wrześniu 1998 ukończył 80 lat i utracił prawo udziału w konklawe.